# 1864 في الولايات المتحدة
فيما يلي قوائم الأحداث التي وقعت خلال عام 1864 في الولايات المتحدة.

## أحداث
- 15 ديسمبر – معركة ناشفيل

## سياسة

### تعيين في المنصب
- 1 يناير – عزرا كورنيل عضو مجلس ولاية نيويورك.
- 4 يناير – جيمس تي. لويس حاكم ولاية ويسكونسن [الإنجليزية]‏.
- 9 مارس – يوليسيس جرانت القائد العام لجيش الولايات المتحدة.
- 5 يوليو – وليام بي فيسيندين وزير الخزانة الأمريكي.
- 24 سبتمبر – وليام دينيسون مدير مكتب البريد العام في الولايات المتحدة [الإنجليزية]‏.
- 5 ديسمبر – هنري غود بلاسدل حاكم نيفادا  [لغات أخرى]‏.
- 15 ديسمبر – سلمون بورتلاند تشيس رئيس المحكمة العليا للولايات المتحدة.

### انتهاء فترة المنصب
- 1 يناير – جون يتشر حاكم فرجينيا [الإنجليزية]‏.
- 11 يناير – ديفيد تود حاكم ولاية أوهايو  [لغات أخرى]‏.
- 14 يناير – صموئيل جوردن كيركوود حاكم أيوا [الإنجليزية]‏.
- 17 يونيو – وليام جين Non-voting members of the United States House of Representatives [الإنجليزية]‏.
- 30 يونيو – سلمون بورتلاند تشيس وزير الخزانة الأمريكي.
- 1 يوليو – وليام بي فيسيندين عضو مجلس الشيوخ الأمريكي.
- 12 أكتوبر – روجر بروك تاني رئيس المحكمة العليا للولايات المتحدة.
- 24 نوفمبر – إدوارد بيتس نائب عام الولايات المتحدة.

## مواليد

### يناير
- 1 يناير – ألفريد ستيغليتز مصور أمريكي.
- 1 يناير – بيرثا لامي فيشت مهندسة أمريكية.
- 1 يناير – جورج واشنطن كارفر نباتي.

### فبراير
- 29 فبراير – أليس دافنبورت

### مارس
- 4 مارس – ديفيد واطسون تايلور ضابط من الولايات المتحدة الأمريكية.
- 27 ديسمبر – بيتن كونواي مارس ضابط من الولايات المتحدة الأمريكية.
- 31 مارس – هنري ويلسون تمبل سياسي أمريكي.

### مايو
- 1 مايو – آنا جارفيس
- 5 مايو – تشارلز جيبسون
- 5 مايو – نيللي بلي صحفية أمريكية.

### يوليو
- 3 يوليو – جوزيف سويتمان أميس فيزيائي من الولايات المتحدة الأمريكية.
- 13 يوليو – جون جاكوب آستور الرابع
- 21 يوليو – فرانسيس كليفلاند سياسية من الولايات المتحدة الأمريكية.
- 25 يوليو – تشيستر آلان آرثر الثاني

### أكتوبر
- 17 أكتوبر – روبرت لانسينغ سياسي أمريكي.
- 20 أكتوبر – جيمس أف. هينكل سياسي أمريكي.

### نوفمبر
- 5 نوفمبر – ترومان هاندي نيوبيري سياسي أمريكي.
- 8 نوفمبر – بنجامين لنكولن روبنسون عالم نبات أمريكي.
- 12 نوفمبر – وليام كولير سينيور
- 19 نوفمبر – جورج باربير ممثل أمريكي.

### ديسمبر
- 5 ديسمبر – لويس رالف جونز عالم نبات من الولايات المتحدة الأمريكية.
- 6 ديسمبر – ويليام هارت
- 14 ديسمبر – فرانك كامبيو
- 27 ديسمبر – بيتن كونواي مارس ضابط من الولايات المتحدة الأمريكية.
- 31 ديسمبر – جورج ويليس ريتشي عالم فلك أمريكي.
- 31 ديسمبر – روبرت غرانت أيتكن عالم فلك من الولايات المتحدة الأمريكية.

## وفيات

### يناير
- 1 يناير – وليام مكوي (مواليد 1768) سياسي أمريكي.
- 13 يناير – ستيفن فوستر (مواليد 1826)
- 24 يناير – جون بيتر ريتشاردسون الثاني (مواليد 1801) سياسي أمريكي.
- 24 يناير – ستيفن غاردنر تشامبلن (مواليد 1827) ضابط من الولايات المتحدة الأمريكية.

### فبراير
- 25 فبراير – آنا هاريسون (مواليد 1775) سياسية أمريكية.

### مايو
- 19 مايو – ناثانيال هاوثورن (مواليد 1804)

### يونيو
- 14 يونيو – ليونيداس بولك (مواليد 1806) سياسي أمريكي.

### يوليو
- 1 يوليو – يوشيا كوينسي الثالث (مواليد 1772) سياسي أمريكي.

### أغسطس
- 9 أغسطس – جون براون فرانسيس (مواليد 1791) سياسي أمريكي.

### سبتمبر
- 4 سبتمبر – هنري جونسون (مواليد 1783)

### أكتوبر
- 12 أكتوبر – روجر بروك تاني (مواليد 1777) سياسي أمريكي.
- 18 أكتوبر – سيتون جرانتلاند (مواليد 1782) سياسي أمريكي.

### نوفمبر
- 24 نوفمبر – بنيامين سيليمان (مواليد 1779) كيميائي من الولايات المتحدة الأمريكية.

### ديسمبر
- 31 ديسمبر – جورج دالاس (مواليد 1792) سياسي أمريكي.